# Watch (Unix)
watch – narzędzie konsoli Uniksa służące do monitorowania wyniku procesu. Jako argument podaje się polecenie do cyklicznego wywoływania. Watch uruchamia je standardowo co 2 sekundy, choć można zmienić to argumentem -n.

## Użycie
```
watch 
[opcje]
 
polecenie
 
[argumenty polecenia]
```

## Przykład
```
watch "
ps
 aux | 
grep
 php"
```

Powyższy kod cyklicznie wyświetla listę wszystkich procesów, filtruje je, wyświetlając tylko te mające w nazwie php. Lista jest odświeżana co 2 sekundy. Wynikiem tego polecenia może być:
```
Every 2s: ps aux | grep php                             Tue Jan 30 14:56:33 2007

reconst  30028  0.0  0.0  7044 2596 ?        S    Jan23   0:00 vim -r core/html_api.php
cinonet  28009  0.0  0.2 20708 11064 ?       SN   Jan25   0:30 php5.cgi
donoiz   23810  0.0  0.2 22740 10996 ?       SN   Jan27   0:30 php.cgi 43/pdf
```

## Argumenty
-d – Podświetla różnice między iteracjami (ang. difference - różnica)
-h – Wyświetla treść pomocy i kończy pracę (ang. help - pomoc)
-n sekundy – Zmienia czas pomiędzy wywołaniami
-t – Wymusza nie wyświetlanie nagłówka
-v – Wyświetla informacje nt. wersji i kończy pracę (ang. version - wersja)